# Kotobukiya
Kotobukiya é uma empresa japonesa com sede na metrópole de Tóquio, com loja no conhecido bairro de Akihabara. Também possui uma segunda loja na cidade de Osaka.
A empresa começou em 1947, como uma loja de brinquedos operada por Jusaburo Shimizu. Em 1951, Shimizu recriou a marca de sua empresa convertendo a uma sociedade limitada, juntamente com seus dois irmãos. Em 07 de janeiro de 1953 é estabelecida a Kotobukiya Company. No entanto, o primeiro produto criado pela empresa foi apenas em 1983, com o kit de modelo original Armament. Já em 1985 lançou seu primeiro kit de montagem licenciado baseado na franquia de King Godzilla. Um grande marco na história da empresa foi a aquisição de licença para fabricar o kit de modelo do Mobile Suit Zeta Gundam THE-O mecha; a primeira vez em que uma empresa diferente da detentora dos direitos da franquia lança tal produto.
Em maio de 1989 iniciou a produção de itens que não sejam kits de montagem. Entre os produtos comercializados estão estátuas de vinil e figuras de ação. A partir de 1999 expande sua produção com o lançamento da linha ArtFX, onde representa os personagens de quadrinhos, filmes, animes e mangás. No mesmo ano estreia o novo nome "Koto Inc." para sua distribuidora oficial nos Estados Unidos.

Em 2009 uma nova equipe de artistas foi formada para a Kotobukiya nos Estados Unidos. O "Kotobukiya Kreative 3" era formado por Erick Sosa, Jorge Martinez, William Valenzuela, além de Dan Lujan e Anuj Pradhan. Em setembro do mesmo ano lança no mercado internacional, em parceria com a distribuidora brasileira PiziiToys e o Instituto Ayrton Senna, uma estátua na escala 1/6 do piloto Ayrton Senna. A linha de estátuas baseadas no piloto vem a se tornar o primeiro produto da fabricante brasileira Iron Studios.